# Josef Puschmann
Josef Puschmann   (Červená Voda, 1738 - Olomouc, 3 de febrer de 1794) fou un compositor txec.
Va estar al servei del príncep de Schafgotschi deixà un Concert per a violí, dues simfonies a gran orquestra, tres quartets per a instruments de vent i quatre trios.